# Irisbus Crossway
Irisbus Crossway — серия городских и междугородних автобусов, выпускаемых французской компанией Irisbus с 2006 года.

## Технические характеристики
Кузов полусамонесущий, с рамой, двигателем, расположенным сзади, механической и автоматической коробкой передач. Работает только задняя ось, тогда как все остальные используют пневматическую подвеску. Кабина водителя является неотъемлемой частью автобуса.

## Производство
Irisbus Crossway был запущен в серийное производство в 2006 году. В 2013 году была представлена модернизированная версия с двигателем уровня Евро-6 и обновлённым внешним видом.

## Эксплуатация
- Нидерланды: Амстелвин.Connexxion[1]
- Дания: Midttrafik, Sydtrafik, Movia, Tide Bus, Arriva Aalborg[2]
- Австрия: ÖBB Postbus[3]
- Франция: Aix-les-Bains
- Эстония
- Чехия
- Исландия
- Италия
- Испания
- Калининград
- Муром
- Пенза
- Архангельск
- Сургут
- Казахстан

## Irisbus Crossway LE
Irisbus Crossway LE — полунизкопольный вариант Irisbus Crossway. Модификации:
- Irisbus Crossway LE Line.
- Irisbus Crossway LE City.
- Irisbus Crossway LE Natural Power.